# Jupiter (planet)
 Der er for få eller ingen kildehenvisninger i denne artikel, hvilket er et problem. Du kan hjælpe ved at angive troværdige kilder til de påstande, som fremføres i artiklen.

 For alternative betydninger, se Jupiter. (Se også artikler, som begynder med Jupiter)
Jupiter er den femte planet fra Solen i Solsystemet. Jupiter har 92 kendte måner. Planeten er den største planet i vores solsystem, og den kan ses med det blotte øje fra Jorden som det (normalt) fjerdeklareste objekt på himlen – kun overgået af Solen, vor egen Måne samt Venus og ved visse lejligheder Mars.

Jupiter har også rekorden med hensyn til omdrejningshastighed; den drejer én gang om sig selv i løbet af mindre end 10 timer, hvilket får den til at "bulne ud" langs ækvator – i et astronomisk teleskop ses planetskiven af den grund svagt elliptisk frem for helt cirkelrund. Rotationen er differentiel, idet vinkelhastigheden er størst i ækvatorregionen.

## Jupiters atmosfære
Jupiter er indhyllet i en atmosfære, der primært består af brint og helium med bælter og zoner af tætte skyer, der i hovedtræk ligger parallelt med planetens ækvator.

### Jupiters røde plet
Jupiters bæltemønster brydes flere steder af storme, hvor skymasserne i atmosfæren hvirvles rundt. Den mest bemærkelsesværdige af disse er Jupiters røde plet, der er en gigantisk storm, der kan observeres med simple teleskoper. Den røde plet et et vedvarende højtryk i Jupiters atmosfære, der skaber en anticyklonisk storm 22° syd for planetens ækvator. Den røde plet har været løbende observeret siden 1830. Tidligere observationer i perioden fra 1665 til 1713 formodes at være af den samme storm, og er dette tilfældet, så har stormen været aktiv i mere end 350 år.
Pletten skifter facon, farve og udbredelse fra tid til anden. Stormens størrelse har i dag en diameter på 16.330 km, svarende til ca. 1,3 gange Jordens størrelse. Stormen har dog tidligere i 1800-tallet været målt til at have en størrelse på 56.300 km, svarende til ca. 4,5 gange Jordens størrelse.
Over de senere mange år er stormen blevet mindre, og fortsætter reduktionen, kan synet af stormen muligvis forsvinde indenfor de næste 20 år.

## Jupiters magnetfelt
Jupiter har et stærkt komplekst magnetfelt. Magnetfeltet er 18.000 gange stærkere end Jordens magnetfelt og rækker 6 millioner km ud i rummet. På grund af magnetfeltet medvirker solvinden til polarlyset på Jupiters poler.

## Jupiters ringe
Jupiters ringsystem blev opdaget i 1979 af rumsonden Voyager 1, da denne tog billeder af Jupiter i modlys. Ringsystemet har en lys, central ring på cirka 7.000 kilometer i bredden, og den er cirka 20 kilometer tyk, hvilket er astronomisk set småt og ringene kan næsten ikke ses.

## Jupiters måner
I 2023 kender man 92 måner i kredsløb om Jupiter.
En af månerne, Ganymedes, er Solsystemets største måne. Den og de tre andre såkaldt galileiske måner blev opdaget i 1610 af den italienske astronom og fysiker Galileo Galilei.
Flere af månerne indgår i et kompliceret samspil med hinandens og Jupiters tyngdefelter, hvilket bl.a. giver en intens vulkanaktivitet på månen Io. Materiale udspyet fra Ios vulkaner vekselvirker med de intense magnetfelter og strålings bælter omkring Jupiter, hvilket er hovedparten til dannelsen af Jupiters polarlys, og det skaber også radiostøj der kan måles her på Jorden.

## Kometnedslag
Brudstykker af kometen Shoemaker-Levy 9 gav i 1994 en stor opvisning i hvilke kræfter der er i spil i Solsystemet idet de slog ned på Jupiter med en hastighed af omkring 60 km/s svarende til 216.000 km/t. Nedslagene blev observeret ved hjælp af rumsonden Galileo.

## Antikke civilisationers navne for planeten Jupiter
- Sumererne – Enlil.
- Babylonien – Marduk.
- Fønikerne – Ba'al Hammon.
- Græske bystater – Zeus.
- Romerriget – Iuppiter.
- Nordboerne – Höfuðstjarna (usikkert[10])

## Eksterne links og referencer
1. 1 2  https://sites.google.com/carnegiescience.edu/sheppard/moons/jupitermoons - 
Sheppard, Scott S. "Moons of Jupiter". Earth & Planets Laboratory. Carnegie Institution for Science - Hentet 7. januar 2023
2. ↑  Chang, Kenneth (13. december 2017). "The Great Red Spot Descends Deep Into Jupiter". The New York Times. Hentet 15. december 2017.
3. ↑  Staff (2007). "Jupiter Data Sheet – SPACE.coma". Imaginova. Hentet 2008-06-03.
4. ↑  Anonymous. "The Solar System - The Planet Jupiter – The Great Red Spot". Dept. Physics & Astronomy – University of Tennessee. Arkiveret fra originalen den 10. juni 2004. Hentet 2015-08-30.{{cite web}}:  CS1-vedligeholdelse: BOT: original-url status ukendt (link)
5. ↑  Mike Wall (2018). "Jupiter's Great Red Spot Swirls in Stunning Up-Close Photo by Juno Probe". Space.com. Hentet 2018-05-01.
6. ↑  Doris Elin Salazar (2018). "Jupiter's Great Red Spot Could Disappear Within 20 Years". Space.com. Hentet 2018-05-01.
7. ↑  Jupiter’s Huge, Crazy Magnetic Field. Wired Science
8. ↑  Saturn reclaims 'moon king' title with 62 newfound satellites, bringing total to 145, space.dom, 12. maj 2023
9. ↑  Shoemaker-Levy 9 images University of Nevada
10. ↑  Rímbegla, nedskrevet i d. 12. århundrede